# Федченко, Дмитрий Дмитриевич
Дмитрий Дмитриевич Федченко (1868—1914) — генерал-майор, участник русско-японской войны.
Родился 28 ноября 1868 года. Образование получил в Петровском Полтавском кадетском корпусе, из которого выпущен 31 августа 1886 года. Далее Федченко прошёл курс наук в Михайловском артиллерийском училище, Михайловской артиллерийской академии и Офицерской артиллерийской школе. Служил в 19-й артиллерийской бригаде, 7 августа 1887 года произведён в подпоручики, 10 августа 1891 года в поручики.
20 мая 1895 года Федченко был произведён в штабс-капитаны с переименованием в поручики гвардии и зачислением по гвардейской артиллерии. 13 апреля 1897 года получил чин капитана.
Произведённый 19 августа 1901 года в подполковники он был назначен командовать 2-й батареей 5-го мортирного полка 43-й артиллерийской бригады и в этом качестве принял участие в русско-японской войне. 13 января 1905 года он был награждён орденом св. Георгия 4-й степени
За то, что в деле 9-го октября 1904 года, у деревни Ламутунь выказал беззаветную храбрость, соединенную с умелым огнём своей батареи, заставившей не только замолчать 12-ти орудийную неприятельскую батарею, но и нанесшей ей страшный погром.
13 февраля 1905 года за отличия против японцев Федченко был произведён в полковники. Среди прочих наград за русско-японскую войну он имел ордена св. Станислава 2-й степени, св. Анны 2-й степени с мечами и св. Владимира 4-й степени с мечами и бантом (все в 1904 году). Кроме того, 15 августа 1907 года он был удостоен золотого оружия с надписью «За храбрость».
29 августа 1907 года Федченко был назначен командиром 8-го мортирного артиллерийского дивизиона, а с 11 августа 1910 года командовал 1-м мортирным артиллерийским дивизионом. В 1909 году награждён орденом св. Владимира 3-й степени. Произведённый 18 декабря 1913 года в генерал-майоры он тогда же получил в командование 9-ю артиллерийскую бригаду.
С начала Первой мировой войны Федченко сражался в Галиции. Во время Гродекского сражения австрийские войска 27 августа 1914 года прорвались в расположение штабов 9-й и 31-й пехотных дивизий у местечка Вишенька-Велька, во время этого боя Федченко получил тяжёлое ранение и в тот же день скончался. Исключен из списков умершим от ран 20 сентября 1914 года.